# Psammodromus hispanicus
A lagartixa-do-mato-ibérica (Psammodromus hispanicus), é uma espécies de lagartixa da família Lacertidae que pode ser encontrada em Espanha, França e Portugal. Os seus habitats são zonas com vegetação arbustiva mediterrânica, pastagens temperadas, áreas costeiras arenosas e jardins rurais até os 1700 m de altitude.

## História
Foi descrita por Fitzinger en 1826. O seu nome científico Psammodromus hispanicus tem o seguinte significado: Psammodromus do grego "Psammos" (areia) e "Dromos" (corredor), ou seja, "corredor da areia"; hispanicus do latim  "da Hispania" (nome que os romanos davam à Península Ibérica).

## Características
São delgados e compridos, com cabeça pontiaguda e cauda muito comprida. A coloração varia entre o pardo e o cinzento, com duas riscas longitudinais de cor amarelada de cada um dos lados, juntamente com manchas pardas e negras. O focinho é amarelado. A fêmea tem maior tamanho na primavera devido aos ovos.
Como os demais membros do género Psammodromus, distinguem-se por apresentar as escamas carenadas no dorso e costados.

## Biologia

### Dieta
Basicamente comem insectos e aranhas.

### Reprodução
Reproduzem-se depois de sair da hibernação na primavera. Depois de poucas semanas põem de 2 a 8 ovos, debaixo de feno ou pilhas de ramos. A incubação dura umas 8 semanas. A fêmea pode efectuar duas posturas.

### Maturidade sexual, esperaça de vida
Vive apenas 2-3 anos, muitos morrem depois da primeira temporada de acasalamento. Atingem a maturidade sexual com um ano de idade.

### Hábitos
São activos de dia.

## Ecología
São presas para muitas espécies, aves, insectos grandes, víboras e mamíferos.